# Granny women
Las llamadas Granny women fueron curanderas y comadronas en el sur de los Montes Apalaches y la Meseta de Ozark, documentadas entre las décadas de 1880 y 1930. Normalmente eran mujeres de avanzada edad en la comunidad y las únicas que se ocupaban del cuidado de la salud en zonas rurales pobres de esta región estadounidense.

## Características

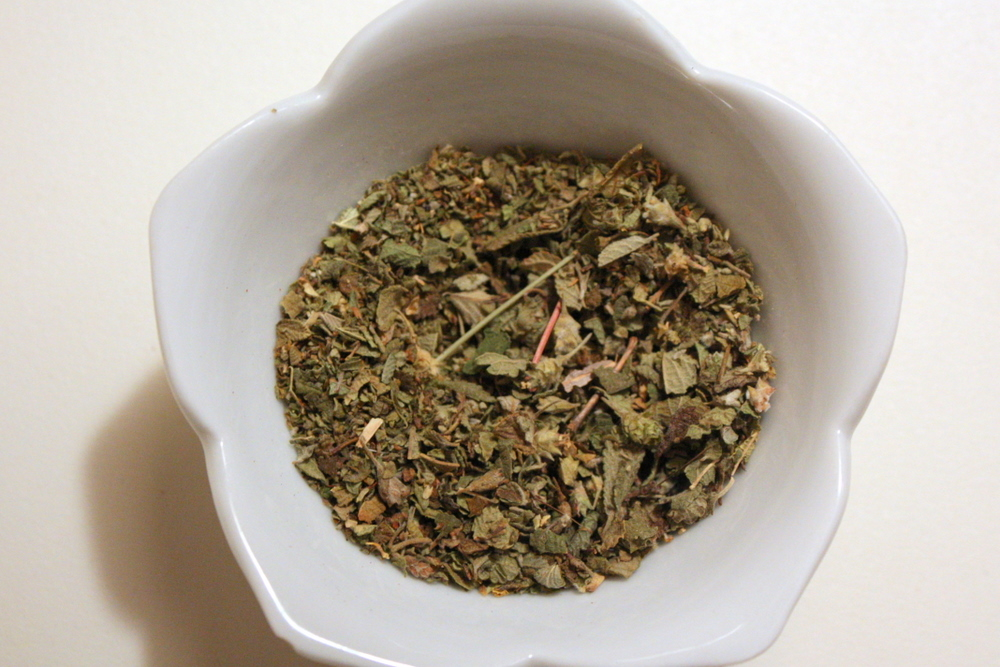
Curación con hierbas

Hacían el trabajo a cambio de poco dinero o en especie y eran respetadas como autoridades de la curación con hierbas y su trabajo como comadronas. Su descripción y papel están bien descritas en el libro de John Campbell The Southern Highlander and His Homeland:
There is something magnificent in many of the older women with their stern theology -- part mysticism, part fatalism -- and their deep understanding of life. ..."Granny" -- and one may be a grandmother young in the mountains -- if she has survived the labor and tribulation of her younger days, has gained a freedom and a place of irresponsible authority in the home hardly rivaled by the men of the family. ...Though superstitious she has a fund of common sense, and she is a shrewd judge of character. In sickness she is the first to be consulted, for she is generally something of an herb doctor, and her advice is sought by the young people of half the countryside in all things from a love affair to putting a new web in the loom. 

## Necesidad
A finales del siglo XIX y principios del siglo XX, había pocos doctores en las zonas rurales apalachienses. Los pocos que habían normalmente tenían una formación muy escasa, por lo que no solían ser muy hábiles e incluso en ocasiones eran peligrosos en sus curas. Los médicos civiles en las guerras no tenían conocimiento sobre gérmenes, por lo que no daban especial importancia al lavado de manos y en muchos casos explicaban las dolencias como la voluntad de Dios. La calidad de su educación variaba mucho ya que tan solo algunos estados exigían la licenciatura médica. Con las pocas medicinas existentes en la época, muchos de ellos daban purgantes y eméticos (provocadores del vómito como el jarabe de ipecacuana), creyendo que las causas de la enfermedad podían ser expulsadas viniendo del estómago. Ante esta situación, muchos de los habitantes de estas regiones preferían los remedios de las Granny Women, más familiares y por lo general menos desagradables.

## Tradición oral
La medicina de las Granny Women se mantenía entre generaciones en un lugar y época en la que la mayor parte de las mujeres eran analfabetas, siendo su método de aprendizaje el intercambio de opinión con otras mujeres, familiares y vecinas.

## Desaparición
A medida que el número de médicos aumentó con los años durante el siglo XX y cada vez más habitantes del medio rural tenían acceso al cuidado médico, el número de Granny Women fue disminuyendo suavemente, no siendo hasta el momento en el que se comienzan a exigir títulos para la práctica médica cuando la mayoría de estas mujeres desaparecen.